# Parti libéral unioniste
Le Parti libéral unioniste (en anglais : Liberal Unionist Party) est un parti politique britannique qui se sépara du Parti libéral en 1886.

## Présentation
Dirigé par Spencer Cavendish (Lord Hartington, et plus tard duc du Devonshire) et Joseph Chamberlain, le parti a formé une alliance politique avec le Parti conservateur dans l'opposition à l’Home Rule de l'Irlande.
Les deux partis ont formé un gouvernement de coalition en 1895, mais gardèrent un fonctionnement séparés jusqu'à une fusion complète en mai 1912.